# Ліннузе (Ганіла)
Лі́ннузе (ест. Linnuse küla) — село в Естонії, у волості Ганіла повіту Ляенемаа.

## Населення
Чисельність населення на 31 грудня 2011 року становила 26 осіб.